# Éditions Zoom
Les éditions Zoom ont été créées en 2001 au Grand-Duché de Luxembourg par Claudine Furlano et Nicolas Lefrançois.

## Description
Les éditions Zoom se consacrent à la littérature jeunesse francophone avec une prédilection revendiquée pour les ouvrages à vocation didactique. L'objectif initial de Zoom est de produire des ouvrages à même de confronter les jeunes publics à des patrimoines aussi divers que les langues vivantes, la biologie du corps humain, la cuisine ou encore les sujets sociétaux contemporains. Zoom est la première maison d'édition francophone à avoir conçu et publié des fictions illustrées bilingues pour les enfants au sein de la collection P'tit Bili.[réf. nécessaire]
À ce jour, les éditions Zoom ont publié quatre-vingt-dix-sept ouvrages répartis en sept collections spécifiques.

### Collections
Dents de Lait (également disponible en luxembourgeois)
Elle rassemble des ouvrages tout-carton destinés aux plus jeunes (6 mois - 2 ans). Ces petits livres se présentent comme des jeux d'associations d'idées aux couleurs vives stimulant la perception et la production de langage chez l'enfant.
Bilingue P'tit Bili
Cette collection, ressource du Ministère de l'Éducation Nationale Française [réf. nécessaire], est constituée de livres illustrés au format poche disponibles pour chaque titre en français/anglais, français/allemand, français/espagnol et français/italien. Le titre Ilma n'est pas malade a aussi été décliné en français/néerlandais.
Le but de cette collection est de proposer un support écrit et visuel aux enfants sensibilisés à une autre langue que le français dans le cadre familial, social ou scolaire. L'idée principale est de mettre en scène le vocabulaire courant et quotidien d'un enfant de 5 à 10 ans au sein d'une histoire qu'il peut lui-même lire dans sa langue maternelle. La langue étrangère, juxtaposée, s'aborde grâce à un système de passerelles visuelles qui soulignent un mot, une locution ou une expression. L'intrigue générale du livre est construite autour de 20 à 22 phrases simples dans une syntaxe courante. Dans le cadre d'une lecture seule, l'enfant est sensibilisé visuellement à la langue étrangère. En lecture accompagnée, la langue étrangère est captée oralement. Les P'tit Bili ne se présentent ni comme une méthode ni comme des manuels mais plutôt comme des outils récréatifs accompagnant un apprentissage.
Atomes Crochus
Chaque petite bande dessinée de cette collection aborde un point spécifique de la physiologie humaine. Un orang-outan savant prénommé Aristote dévoile à deux jeunes écoliers, Zoé et Oscar, les différents aspects de notre corps humain par le biais d'un événement anodin qui introduit le sujet. Les notions sont développées en deuxième partie d'ouvrage par des planches didactiques plus fournies.
Danse du Ventre
Chaque ouvrage s'articule autour d'une recette de cuisine. Un conte illustré imaginé autour de la recette permet de présenter au lecteur l'origine géographique ou agronomique des ingrédients qui la composent. Une quête est souvent à l'origine de la découverte de la recette magique qui se retrouve elle-même détaillée dans l'ouvrage sous une procédure très facile à réaliser pour un enfant. Le mot d'ordre de la collection : « On lit, on se divertit et on s'instruit. Après, on mange ». Il y est question de nourriture mais aussi de voyages aux quatre coins du monde.
Kifékoi
Chaque ouvrage est une carte blanche laissée à un professionnel qui imagine une histoire mettant en scène significativement son métier. Un patrimoine comme un autre à découvrir.
Gros Béguin
Cette collection est constituée de coups de cœur des éditeurs pour un album abordant un problème sociétal contemporain avec une approche graphique original. Dans cette collection, on traite d'homoparentalité, de handicap, de vie carcérale, de sans-papiers, de mensonge, de deuil ou de célébration de Noël. Le but affiché est de susciter le questionnement sur des sujets d'actualité en évitant soigneusement l'écueil des lieux communs.
Zoom en Poche
Les quatre petits romans de cette collection ont été spécifiquement développés pour répondre aux besoins des jeunes écoliers Luxembourgeois confrontés à l'apprentissage obligatoire de la langue française. Chaque ouvrage répond aux exigences du niveau A1 du Cadre Européen Commun de Référence pour les Langues. Il s'agit de proposer aux jeunes lecteurs Luxembourgeois un support littéraire récapitulant les notions essentielles acquises en cours afin de maîtriser des notions telles que :
- je me présente
- je me nomme
- je me situe géographiquement
- je vais..., J'apprends..., Je joue..., etc.

## Diffusion
- France et Belgique :  Daudin distribution (http://www.daudin-distribution.fr)
- Luxembourg : Éditions Zoom
- Suisse : Éditions Zoé